# 毓崧
奉恩輔國公毓崧（1909年9月11日—？），愛新覺羅氏，奉恩鎮國公溥佶第一子，母妻王氏，其父為王大，惠親王奕謨支系第三代。
他在宣統元年七月（1909年）出生，民國十六年七月（1927年）襲封為奉恩輔國公。